# Czapliska
Czapliska [pronunciación en polaco: /t͡ʂaˈpliska/] (en alemán: Wasserfelde) es un asentamiento ubicado en el distrito administrativo de Gmina Bierzwnik, dentro del condado de Choszczno, Voivodato de Pomerania Occidental, en el noroeste de Polonia. Se encuentra a unos 7 kilómetros al noreste de Bierzwnik, a 23 kilómetros al sureste de Choszczno, y a 84 kilómetros al sureste de la capital regional Szczecin.